# 플로리다주의 주지사

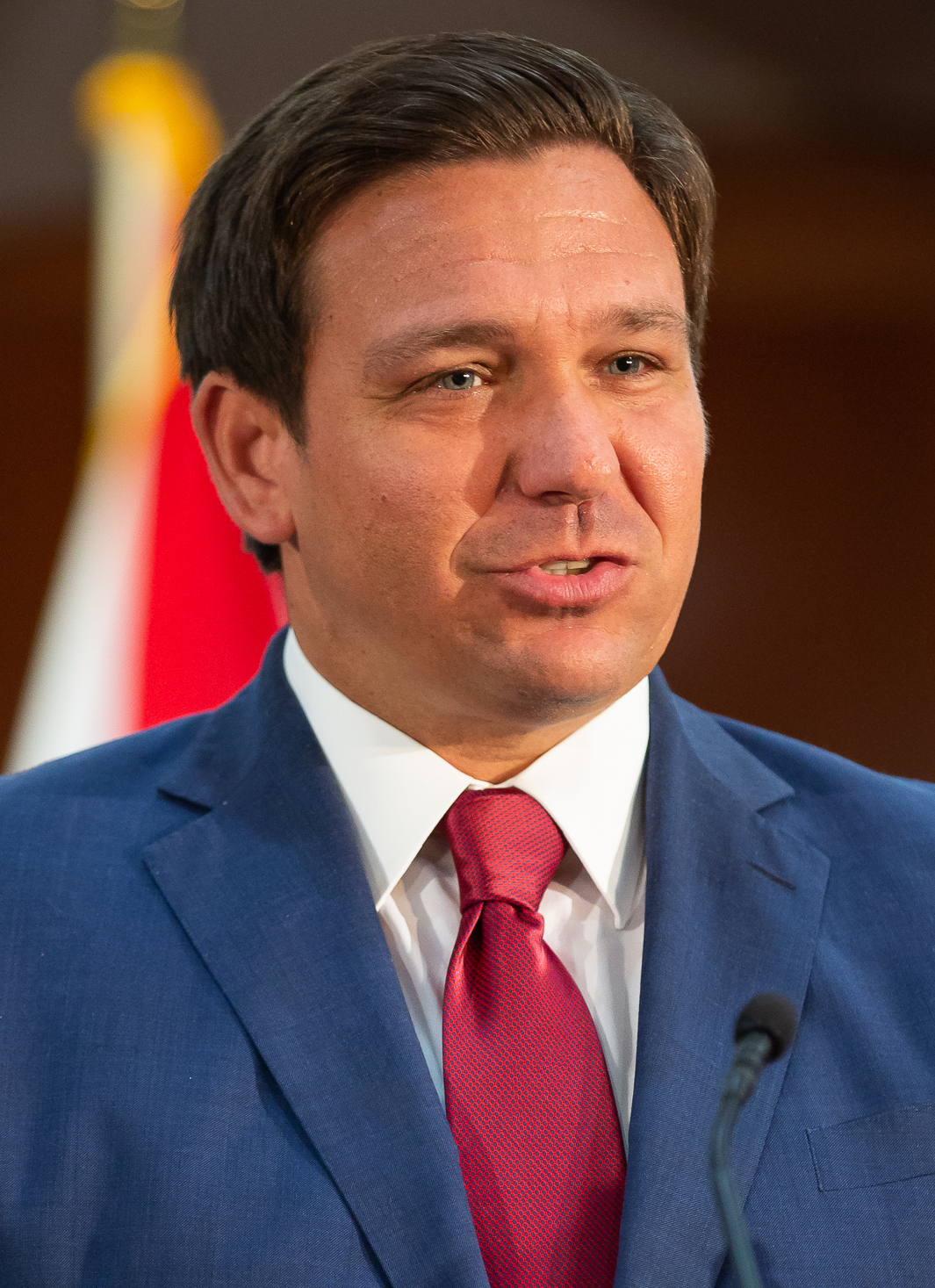
론 디샌티스 현 플로리다주지사

플로리다주의 주지사(영어: Governor of Florida)는 미국 플로리다주의 정부수반이자 주 군대의 총사령관이다. 주지사는 주법을 집행할 의무가 있으며, 플로리다 주의회가 통과시킨 법안을 승인하거나 거부할 수 있는 권한을 가지고 있으며, 탄핵의 경우를 제외하고는 의회를 소집하고 사면을 허가할 수 있다.
플로리다주가 미국에 의해 처음 점령되었을 때, 미래의 대통령 앤드루 잭슨은 플로리다의 군사 총독을 지냈다. 플로리다 준주는 1822년에 설립되었고 5명이 6번의 다른 임기에 걸쳐 주지사를 지냈다. 초대 준주 총독 윌리엄 포프 듀발은 12년 동안 재임했는데, 이는 플로리다 주지사 중 가장 긴 기간이었다.
1845년 주정부 수립 이후 주지사를 지낸 사람은 45명이며, 그 중 한 명은 두 번의 뚜렷한 임기를 지냈다. 4명의 주지사는 윌리엄 D. 블록섬과 루빈 애스큐, 젭 부시, 릭 스콧을 포함하여 2번의 임기 동안 2번의 4년 임기를 모두 마쳤다. 밥 그레이엄은 2번의 임기를 거의 다 채웠으나, 미국 상원 선거에 출마할 자격을 얻기 위해 임기를 3일 남겨두고 사임했다. 가장 짧은 임기는 전임자인 밥 그레이엄이 사임한 후 3일간 재직한 웨인 믹슨이다.
현재 주지사는 2019년 1월 8일 취임한 공화당 소속 론 디샌티스이다.